# Якутович Сергій Георгійович
Сергі́й Гео́ргійович Якуто́вич (* 21 листопада 1952, Київ, УРСР — пом. 27 червня 2017, Київ) — український художник, графік, книжковий ілюстратор, народний художник України, лауреат Національної премії України ім. Тараса Шевченка, член Національної спілки художників України, член-кореспондент Академії мистецтв України.

## Біографія
Народився 1952 року в Києві в родині художників.
Його батько Георгій Якутович — український графік середини 20 ст., відомий також роботою в кіно, зокрема над фільмом «Тіні забутих предків» Сергія Параджанова.
Мати — Олександра Павловська, художниця, педагогиня. Багато дитячих книжок з її ілюстраціями побачили світ у видавництві «Веселка». Викладала в Республіканській художній середній школі.
Молодший брат — художник-живописець Дмитро Якутович.
- 1963—1970 — Республіканська середня художня школа ім. Т. Г. Шевченка
- 1970—1973 — Московський поліграфічний інститут, факультет художнього оформлення
- З 1973 — постійний учасник художніх виставок в Україні та за кордоном
- 1973—1977 — Київський державний художній інститут (Національна академія мистецтва та архітектури), графічний факультет за спеціальністю «художник-графік»
- 1977—1981 — аспірант творчих майстерень Академії мистецтв СРСР у Києві
- 1977 — перша премія з графіки на виставці-конкурсі «Молоді художники СРСР», Москва
- З 1978 — член Спілки художників СРСР
- 1979 — перша премія з графіки Академії мистецтв СРСР.
- 1979—1981 — стипендіат СХ СРСР
- 1980 — гран-прі Всесоюзної виставки «Молодість країни», Ташкент
- 1981 — лауреат Всесоюзної премії ім. Ленінського комсомолу. 1983 — гран-прі міжнародного конкурсу «За мир», Берлін
- 1983—1988 — премії на міжнародних бієнале графіки в Братиславі, Любляні, Кракові
- 1985 — спеціальний приз Першої трієнале антифашистського мистецтва в Майданеку (Польща)
- 1987 — відзначений почесним званням «заслужений художник України»
- 1990 — стипендія міста Лейпцига
- 1990 — нагороджений Великою золотою медаллю Академії мистецтв СРСР
- 1996—1999 — працював в Іспанії
- 2000–2002 — головний художник фільму Юрія Іллєнка «Молитва за гетьмана Мазепу»
- 2003 — Золота медаль Національної академії мистецтв України
- 2004 — лауреат Національної премії України імені Тараса Шевченка
- 2004 — член-кореспондент Академії мистецтв України
- 2005–2007 років задіяний як художник-постановник у фільмі Володимира Бортка «Тарас Бульба».
- 2008 — почесний приз фонду «Україна-3000» за внесок у розвиток українського кінематографа
- 2008 — відзначений почесним званням «народний художник України»

## Родина
Син Сергія Георгійовича, Антон Сергійович Якутович, був живописцем. Художницею була і його дружина Ольга Якутович.

## Творча діяльність
Митець мав глибоко індивідуальний почерк, досконало володів різними технічними засобами графічного мистецтва, зокрема офорту.
Ще в студентські роки виявив тяжіння до створення епічних циклів ілюстрацій до відомих творів світової та вітчизняної літератури.
У доробку видатного майстра ілюстрування 160 видань, серед яких і 17 томів модерної української літератури.
Упродовж останніх років з ілюстраціями С.Якутовича побачили світ книги, які стали вагомим здобутком національної культури, отримали широке визнання шанувальників книжкового мистецтва як в Україні, так і за її межами. Видання роману Ліни Костенко «Берестечко», ілюстроване Сергієм Якутовичем, яке вийшло у видавництві «Либідь», було визнано найкращою ілюстрованою і художньо оформленою книжкою, представленою на виставці-ярмарку в Ахгабаді.
Вартий уваги внесок митця в кінематограф. С.Якутович брав участь як головний художник у створенні художнього фільму  Юрія Іллєнка «Молитва за гетьмана Мазепу», телефільмів «Ще як ми були козаками», «Загублений рай» (за Миколою Гоголем), «Останній гетьман». А 2005 року долучився до створення фільму російського режисера Володимира Бортка «Тарас Бульба».

### Основні графічні роботи
- 1975 — ілюстрації до поеми Олександра Пушкіна «Полтава»
- 1977 — ілюстрації до творів Олексія Толстого «Петро І»
- 1980 — ілюстрації до твору Александра Дюма «Три мушкетери»
- 1982 — ілюстрації до твору Льва Толстого «Севастопольські оповідання»
- 1987 — ілюстрації до твору Олеся Гончара «Перекоп»
- 1988–1991 — ілюстрації до видання «Україна, сторінки історії»
- 2002 — ілюстрації до твору Миколи Гоголя «Тарас Бульба»
- 2004 — ілюстрації до французького епосу «Трістан та Ізольда»
- Ілюстрації до збірки творів Миколи Гоголя «Вечори на хуторі біля Диканьки — Миргород» (видавництво «Либідь»)
- 2005 — авторський проект «Мазепіана» (видавництво «Дуліби»)
- 2008 — альбом робіт «Абсолютний слух часу» (видавництво Грамота)
- 2011 — ілюстрації до твору Ліни Костенко «Берестечко»

### Твори зберігаються
- Національний художній музей України (Київ)
- Музей книги та друкарства України (Київ)
- Музей літератури (Одеса, Україна)
- Державна Третьяковська галерея
- Державний музей образотворчих мистецтв імені О. С. Пушкіна (Москва)
- Державний Російський музей, Літературно-меморіальний музей Ф. М. Достоєвського (Санкт-Петербург, Росія)
- Altes Museum (Берлін)
- Музей міста Катанья
- Український дім в Америці (Нью-Йорк, США)
- Смітсонівський музей (Вашингтон)
- Білий дім (Вашингтон)

## Нагороди
- 1981 — лауреат премії Ленінського комсомолу
- 1986 — Заслужений художник УРСР
- 1983 — володар Гран-прі на берлінській виставці-конкурсі «За мир»
- 1985 — спеціальна премія на Трієнале мистецтв «Проти фашизму» у Майданеку (Польща)
- 1985 — почесна премія «Берлінале» у Берліні
- 1990 — золота медаль Академії мистецтв СРСР
- 2003 — золота медаль Академії мистецтв України
- 2004 — Національна премія України ім. Тараса Шевченка за цикл графічних творів
- 2008 — Народний художник України
- 2010 — Нагорода Російської Академії киномистецтв «Золотий Орел»
- 2011 — Міжнародна премія Гоголя в Італії
- 2013 — Академік Національної Академії мистецтв України

## Смерть та поховання
Помер 27 червня 2017 року у Києві. Похований 29 червня на Байковому цвинтарі.